# I Wasn't Born Yesterday
I Wasn't Born Yesterday é o segundo álbum da cantora portorriquenha Sa-Fire, lançado em 1991. Contém a canção "I Never Heard", de Paul Anka e Michael Jackson, lançada como single por este após sua morte com o nome de "This Is It", alcançando relativo sucesso.